# Herb gminy Przystajń
Herb gminy Przystajń – symbol gminy Przystajń, ustanowiony 29 grudnia 1997.

## Wygląd i symbolika
Herb przedstawia na tarczy w polu zielonym złotą budowlę (nawiązującą do ratusza w Przystajni) nad dwiema złotymi liniami falistymi (symbolizującymi rzeki: Liswartę i Pankówkę), natomiast ponad budowlą po lewej stronie złoty liść dębu, nawiązujący do pomnika przyrody na terenie gminy, a po prawej złoty krzyż, symbol najstarszej wzmianki o parafii na terenie gminy (pod wezwaniem św. Krzyża). 